# 蔵元付中間
蔵元付中間（くらもとづきちゅうげん）は、長州藩における特定の社会階層を指す用語である。

## 社会的地位
蔵元付中間は長州藩の武士階級の中でも下級に位置していた。具体的には以下のような特徴があった：
- 一般の武士よりも低い扱いを受けていた[要出典]
- 足軽よりもさらに一つ下の階級とされていた[1]

## 役割と特権
蔵元付中間は以下のような役割と特権を持っていた：
- 戦時には武具を運搬する任務を担当[要出典]
- 平時には奉行所の下役人として働く[要出典]
- 両刀を差すことが許されていた[要出典]

## 山縣有朋との関連
山縣有朋は蔵元付中間の家に生まれた：
- 父親の山縣三郎有稔は蔵元仲間組の一員だった[要出典]
- 山縣有朋自身も15歳で元服後、蔵元両人所や明倫館の手子役を務めた[要出典]

この出自は、山縣有朋の政治的キャリアにも影響を与えた。例えば、後に政敵となる原敬は山縣のことを「あいつは足軽だから」と揶揄したとされる。
このように、蔵元付中間は長州藩の社会構造において独特の位置づけを持つ階層であり、山縣有朋のような人物を輩出した重要な社会集団であった。